# Beaufort-sur-Gervanne
Beaufort-sur-Gervanne é uma comuna francesa na região administrativa de Auvérnia-Ródano-Alpes, no departamento de Drôme. Estende-se por uma área de 9,48 km². Em 2010 a comuna tinha 481 habitantes (densidade: 50,7 hab./km²).